# Marc Stein
Marc Stein, né le 7 juillet 1985 à Potsdam, est un joueur de football allemand évoluant au poste d'ailier ou d'arrière latéral.

## Biographie
Il joue un total de 71 matchs en première division allemande, inscrivant un but. Il participe également à la Coupe de l'UEFA et à Ligue Europa (13 matchs, un but).
Il se classe quatrième du championnat d'Allemagne lors de la saison 2008-2009 avec le Hertha Berlin.

## Palmarès
- Vice-champion d'Allemagne de D2 en 2007 avec le Hansa Rostock